# Касандрино
Касандрино (на гръцки: Κασσανδρηνό, катаревуса: Κασσανδρηνόν) е село в Егейска Македония, Гърция, в дем Касандра в административна област Централна Македония.

## География
Касандрино е разположено в красива долина в центъра на полуостров Касандра - най-западният ръкав на Халкидическия полуостров, на два километра южно от Касандрия. Има население от 296 души (2001).

## История

### В Османската империя
Църквата „Света Троица“ е късносредновековна с частично запазени стенописи. Селото се появява като метох на манастира „Света Анастасия“.
Жителите на селото участват в Халкидическото въстание от 1821 година, като при потушаването му селото е разрушено до основи - в 1823 година е и първото споменаване на името Касандрино в списък на разрушените села. Започва да се възстановява в 1826 година като част от жителите му се завръщат. В 1862 година има само 12 къщи. В 1867 година е построена църквата „Света Анастасия“, която в 1965 година е построена на ново.
Александър Синве („Les Grecs de l’Empire Ottoman. Etude Statistique et Ethnographique“) в 1878 година пише, че в Касандринон (Cassandrinon), Касандрийска епархия, живеят 130 гърци. Към 1900 година според статистиката на Васил Кънчов („Македония. Етнография и статистика“) в Касандрино живеят 350 жители гърци християни. По данни на секретаря на Българската екзархия Димитър Мишев („La Macédoine et sa Population Chrétienne“) в 1905 година в Касандрино (Kassandrino) има 135 гърци.

### В Гърция
В 1912 година, по време на Балканската война, в Касандрино влизат гръцки части и след Междусъюзническата война в 1913 година остава в Гърция. В 1950 година е построена църквата „Успение Богородично“ от местен камък. На три километра от селото е „Свети Георги“.
| Име      | Име      | Ново име  | Ново име  | Описание                                |
| -------- | -------- | --------- | --------- | --------------------------------------- |
| Амбелкес | Άμπελκές | Амбеликес | Άμπελικές | възвишение на Ю от Касандрино (299,З m) |
| Зайп     | Ζαΐπ     | Корфес    | Κορφές    | възвишение на Ю от Касандрино           |

Преброявания
- 1862: 12 къщи
- 1869: 18 къщи
- 1891:185 жители
- 1903: 150 жители
- 1913: 270 жители
- 1920: 327 жители
- 1928: 376 жители
- 1940: 548 жители
- 1951: 491 жители
- 1961: 469 жители